# Rosalinda Galli
Rosalinda Galli (Roma, 27 febbraio 1949) è una doppiatrice e direttrice del doppiaggio italiana, nota per essere la voce di numerosi personaggi degli anime.

## Biografia
Attiva in piccoli ruoli da attrice fin da bambina, dal 1966 diviene una presenza costante nella prosa radiofonica della Rai, pur ricoprendo principalmente ruoli secondari. Nei primi anni settanta inizia la carriera di doppiatrice, diventando una delle voci principali del primo "boom" degli anime in Italia. Già nel 1976 infatti doppia il protagonista di Vicky il vichingo, il primo anime trasmesso in Italia, mentre due anni dopo è la voce di Hikaru Makiba in UFO Robot Goldrake (ruolo che riprenderà nel ridoppiaggio del 2005). Con l'intensificarsi dell'attività di doppiaggio dirada il lavoro radiofonico, che conclude nel 1980. Negli anni ottanta doppia, tra gli altri, Beautiful Tachibana ne L'imbattibile Daitarn 3 e Lamù in Lamù, la ragazza dello spazio (dove si occupa anche della direzione del doppiaggio), ottenendo alcuni ruoli anche durante il secondo boom degli anime negli anni novanta. Ha concluso l'attività di doppiatrice nel 2007, dedicandosi in seguito unicamente a quella di direttrice del doppiaggio per la E.T.S. (per cui ha lavorato principalmente su telefilm e serie animate).

## Doppiaggio

### Cinema
- Diana Scarwid in The Possessed
- Bo Derek in Fantasies
- Robin Sherwood in Horror Puppet
- Nomi Mitty in In amore nessuno è perfetto
- Bonita Granville in La calunnia (ridoppiaggio)
- Nermi Denizci in La meravigliosa favola di Cenerentola
- Mary Sellers in Deliria

### Film d'animazione
- Aya-hime in  Robin e i due moschettieri e 1/2
- Marina in La Sirenetta - La più bella favola di Andersen (primo doppiaggio)
- Numero 18 in Dragon Ball Z - L'irriducibile bio-combattente (primo doppiaggio)
- Lucy van Pelt in Sei stato eletto, Charlie Brown!, Non c'è tempo per l'amore, Charlie Brown!, È il Giorno del ringraziamento Charlie Brown, È un mistero, Charlie Brown!, Aspettando il cane di Pasqua, È il giorno di San Valentino, Charlie Brown!, Sei un campione, Charlie Brown!

### Televisione
- Beth Howland in Sabrina, vita da strega
- Louise Lasser in Mary Hartman, Mary Hartman
- Kimberly Beck in Spiaggia a Zuma
- Kristen Meadows (1ª voce) in Una vita da vivere
- Lídia Brondi in Dancin' Days
- Kim Darby in La signora in giallo

### Serie animate
- Velma Dinkley in The Scooby-Doo Show
- Nottola Addams in La famiglia Addams
- Era (2ª voce) in C'era una volta... Pollon
- Tony e Nathalie (2ª voce) in Candy Candy
- Jack in Sui monti con Annette
- Silvia in Cuore
- Sonia in Charlotte (primo doppiaggio)
- Sig.na Tajima (1ª voce) e Tulia (1ª voce) in Mila e Shiro - Due cuori nella pallavolo
- Contessa di Noailles e Nicole Olivier in Lady Oscar
- Lamù in Lamù (ep. 1-109 e 153-217)
- Vicky (1ª voce) in Vicky il vichingo
- Nanà (2ª voce) in Lulù l'angelo tra i fiori
- Nakazawa in Mimì e la nazionale di pallavolo (primo doppiaggio ep. 1-26)
- Fukiko Ichinomiya in Caro fratello
- Hikaru Makiba (Venusia) in UFO Robot Goldrake
- Peggy in Gordian
- Beautiful Tachibana in L'imbattibile Daitarn 3 (primo doppiaggio)
- Mayuri in Judo Boy
- Sayoko in Oh, mia dea!
- Sindaco in Dominion Tank Police
- Attrice in Video Girl Ai
- Lady Misaki in Chi ha bisogno di Tenchi?
- Numero 18 in Dragon Ball Z - La storia di Trunks (primo doppiaggio)
- Namicar Cornell in Mobile Suit Z Gundam

## Prosa radiofonica Rai
- Sabeth, regia di Pietro Masserano Taricco (1957)[1]
- Glauco, regia di Pietro Masserano Taricco (1966)[2]
- Salud (1967)[3]
- Incidente all'udienza, regia di Ottavio Spadaro (1968)[4]
- Una lotta per la corona (1968)[5]
- King Arthur, regia di Franco Caracciolo (1968)[6]
- Il cugino Gerardo e la sua vendetta (1968)[7]
- I meravigliosi anni venti (1969)[8]
- Il pomeriggio del signor Andesmas, regia di Giandomenico Giagni (1969)[9]
- Quercia d'inverno, regia di Marco Lami (1970)[10]
- Don Carlos, infante di Spagna, regia di Giorgio Pressburger (1970)[11]
- L'illusione, regia di Carlo Di Stefano (1970)[12]
- Non svegliate la signora..., regia di Paolo Giuranna (1972)[13]
- Cosa hai visto dopo la notte?, regia di Marco Visconti (1972)[14]
- Capitan Fracassa, regia di Guglielmo Morandi (1973)[15]
- Il giardino dei ciliegi, regia di Paolo Giuranna (1973)[16]
- Madre Cabrini, regia di Gennaro Magliulo (1973)[17]
- Parigi, per sempre Parigi, regia di Andrea Camilleri (1975)[18]
- La donna sola, regia di Marco Parodi (1975)[19]
- La prima a pagare - Olympia de Gouges, regia di Chiara Serino (1975)[20]
- Testimone d'accusa: Flora Tristan, regia di Chiara Serino (1975)[21]
- Simone Weill, testimone dell'avvenire, regia di Gennaro Magliulo (1975)[22]
- Figlio, figlio mio!, regia di Dante Raiteri (1976)[23]
- Il re nudo, regia di Gilberto Visintin (1979)[24]

## Filmografia
- Altri tempi - Zibaldone n. 1, regia di Alessandro Blasetti (1952)
- Totò, Peppino e la... malafemmina, regia di Camillo Mastrocinque (1956)[25]
- Vino e pane, regia di Piero Schivazappa – miniserie TV (1973)
- Qui squadra mobile – serie TV, episodio 1x06 (1973)